# Mahéru
Mahéru ist eine französische Gemeinde im Département Orne in der Region Normandie. Die Gemeinde gehört zum Kanton Rai im Arrondissement Mortagne-au-Perche. 
Nachbargemeinden sind Planches im Nordwesten, Sainte-Gauburge-Sainte-Colombe im Norden, Le Ménil-Bérard im Nordosten, La Ferrière-au-Doyen im Osten, Moulins-la-Marche im Südosten, Saint-Agnan-sur-Sarthe und Tellières-le-Plessis im Süden, Courtomer im Südwesten sowie Ferrières-la-Verrerie und Fay im Westen. 

## Bevölkerungsentwicklung
| Jahr      | 1962 | 1968 | 1975 | 1982 | 1990 | 1999 | 2008 | 2015 |
| --------- | ---- | ---- | ---- | ---- | ---- | ---- | ---- | ---- |
| Einwohner | 403  | 337  | 288  | 250  | 250  | 261  | 257  | 259  |

## Sehenswürdigkeiten

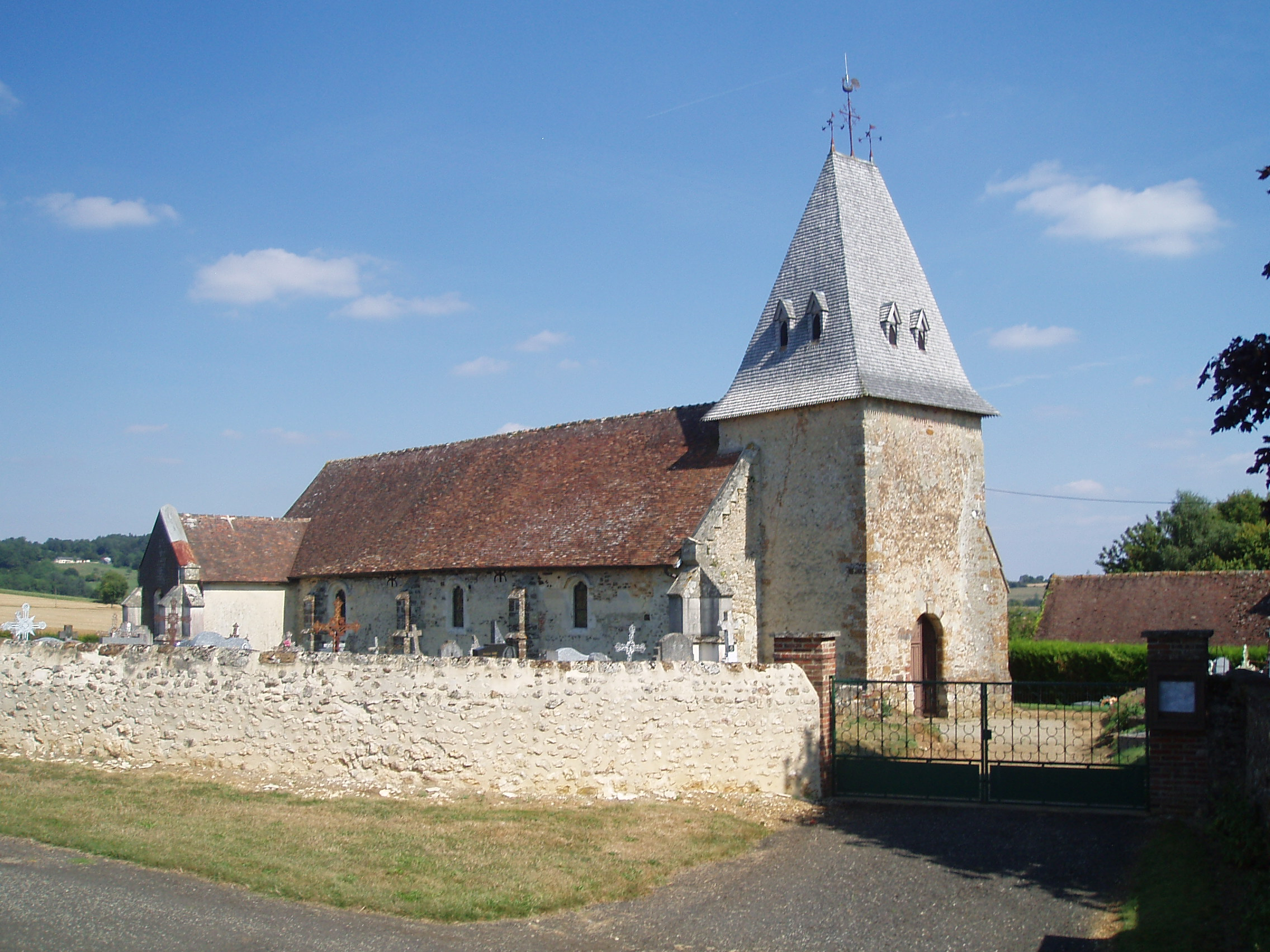
Kirche Saint-Denis

- Kirche Saint-Denis